# Angelina Pivarnick
Angelina Marie Pivarnick (Staten Island, 26 de junio de 1986) es una personalidad de televisión, empresaria y paramédico estadounidense que interpretó a uno de los ocho miembros del reparto principal del reality de MTV Jersey Shore.

## Primeros años
Pivarnick nació y creció en Staten Island, Nueva York.  Tiene dos hermanas. Graduada en Susan E. Wagner High School.

## Carrera
Antes de unirse al elenco de Jersey Shore , Pivarnick trabajó como camarera. Angelina Pivarnick comenzó su ascenso a la fama en 2009, cuando se convirtió en una de las ocho personas protagonistas de la serie de MTV, Jersey Shore. Fue desalojada del programa en el tercer episodio de la primera temporada, después de negarse a trabajar en su turno en la tienda de camisetas. Luego estuvo en la segunda temporada filmada en Miami Beach, Florida volviendo a salir de la casa después de violentos enfrentamientos con sus compañeros de reparto Michael Sorrentino y Nicole Polizzi. Ella no regresó para la tercera temporada. Pivarnick hizo apariciones especiales durante la quinta y sexta temporada.
En 2010, Pivarnick lanzó su primer tema musical "I'm Hot". Ella y su novio en ese entonces Chris Larangeira aparecieron en el programa de telerrealidad Couples Therapy de VH1, que se estrenó el 25 de marzo de 2012.
En marzo de 2011, Pivarnick apareció en la promoción de lucha libre profesional Total Nonstop Action Wrestling, compitiendo en una lucha por equipos de seis personas.
En 2011, Pivarnick hizo una breve aparición en el video musical de la canción "Dirty Style" del grupo de rap Dacav5.  También apareció como concursante en la serie de telerrealidad Excused. Llegó a la ronda final y fue elegida por Sergio para intentar salir juntos. Más tarde lanzó una nueva canción, "Gotta Go Out", bajo el nombre de Miss AP en agosto de 2011, con Tony Hanson "Fenix". La canción se ubicó en el puesto 37 en los Estados Unidos en la lista Billboard Dance / Club Play Songs.
En septiembre de 2012, participó en un debate con el artista Adam Barta sobre el tema del matrimonio homosexual, al que dijo que se oponía. Más tarde cambió su posición después de que su coprotagonista de Jersey Shore, Jennifer Farley la criticara en Twitter,  haciendo que Pivarnick emitiera una disculpa pública a través de TMZ. En diciembre, anunció el lanzamiento de un sencillo llamado "Serendipity" con Barta, con la esperanza de hacer las paces con la comunidad LGBT.
En 2018 apareció en la primera temporada de Jersey Shore: Family Vacation como miembro recurrente. Más tarde se convirtió en miembro del reparto a tiempo completo en 2019. Ese mismo año, ella y su prometido Chris Larangeira aparecieron en el programa How Far Is Tattoo Far?.
Paramount+ estrenó All Star Shore en junio de 2022, mismo del que Pivarnik es parte, siendo este otro sucesor de Jersey Shore.

## Vida personal
Angelina Pivarnick anunció su embarazo en abril de 2011. Pero en julio del mismo año anunció que había sufrido un aborto involuntario.
El 12 de enero de 2017 se comprometió con su novio Chris Larangeira después de un año de relación. Angelina y Larangeira se casaron el 20 de noviembre de 2019. En febrero de 2022, Larangeira solicitó el divorcio después de dos años de matrimonio citando diferencias irreconciliables.
En noviembre de 2022 comenzó a salir con el modelo y actor, Vinny Tortorella. En un episodio de abril de 2023 de Jersey Shore: Vacaciones en Familia, se anunció que estaban comprometidos.

## Filmografía
| Año           | Programa                         | Rol        | Notas                                                |
| ------------- | -------------------------------- | ---------- | ---------------------------------------------------- |
| 2009–10       | Jersey Shore                     | Ella misma | Reparto principal; Apariciones en la temporada 5 y 6 |
| 2010          | The Ellen DeGeneres Show         | Ella misma | Invitada                                             |
| 2010          | Naughty But Nice With Rob Shuter | Ella misma | Invitada                                             |
| 2011          | Father Albert Show               | Ella misma | Invitada                                             |
| 2012          | Couples Therapy                  | Ella misma |                                                      |
| 2018–presente | Jersey Shore: Family Vacation    | Ella misma | Reparto principal                                    |
| 2018          | How Far Is Tattoo Far?           | Ella misma | Invitada junto a Chris Larangeira                    |
| 2019–20       | Double Shot at Love(en)          | Ella misma | Invitada especial                                    |
| 2022–presente | All Star Shore                   | Ella misma | Reparto principal                                    |